# Carabayabaardvogel
De Carabayabaardvogel (Eubucco tucinkae) is een vogel uit de familie Capitonidae (Amerikaanse baardvogels).

## Verspreiding en leefgebied
Deze soort komt voor in het zuidwestelijke Amazonebekken in oostelijk Peru, noordelijk Bolivia en westelijk Brazilië.